# Saul Goodman
Pour les articles homonymes, voir Goodman.
James Morgan McGill, mieux connu sous le pseudonyme Saul Goodman, est un personnage majeur de la série Breaking Bad créé par Vince Gilligan, puis principal dans la série dérivée Better Call Saul. Il est interprété par Bob Odenkirk et doublé en version française par Cyrille Artaux.
Saul Goodman est un avocat véreux et peut être facilement trouvé dans les pages jaunes d'Albuquerque. Son nom d'emprunt est un jeu de mots qu'il qualifie de nom juif lui servant à mieux attirer des clients : « It's all good, man! » (« Tout est nickel, mec ! ») devient alors « Saul Goodman ». Il est également connu pour ses publicités télévisées à faible budget et ses affiches imprimées à Albuquerque, dans lesquelles il s'annonce principalement sous le slogan : « Appelez donc Saul ! » (en anglais : Better Call Saul!).

## Création et développement
Le personnage de Saul Goodman est créé pour conduire Walter et Jesse vers un trafic de drogue à plus grande échelle, suppléant à des personnages tels que Badger, un petit trafiquant ami de Jesse. De plus, après son séjour à El Paso, le personnage de Hank Schrader sort traumatisé et perd ainsi en légèreté. Ainsi, le personnage de Saul vient apporter une touche d'humour pour combler ce manque. Son nom, crédité à Vince Gilligan, est un jeu de mots qui se veut simple à retenir et donc propice à la publicité.
Il apparait dans le huitième épisode de la saison 2, qui porte le nom de son slogan publicitaire « Appelez donc Saul » (« Better Call Saul »), crédité à Peter Gould. Pour le casting, Gould et Gilligan sont dirigés par leurs collègues de tournage vers la série « Mr. Show with Bob and David » et l'acteur Bob Odenkirk qui obtient le rôle. Ce dernier déclare s'inspirer du producteur Robert Evans pour le style oral de son personnage.
Une fois la série conclue, il est annoncé que Breaking Bad aurait une saison spin-off dont Saul Goodman sera le personnage principal. La série prend le nom du slogan publicitaire en version originale : Better Call Saul. La série est lancée en mars 2015 et s'achève après six saisons, en août 2022.

## Biographie du personnage

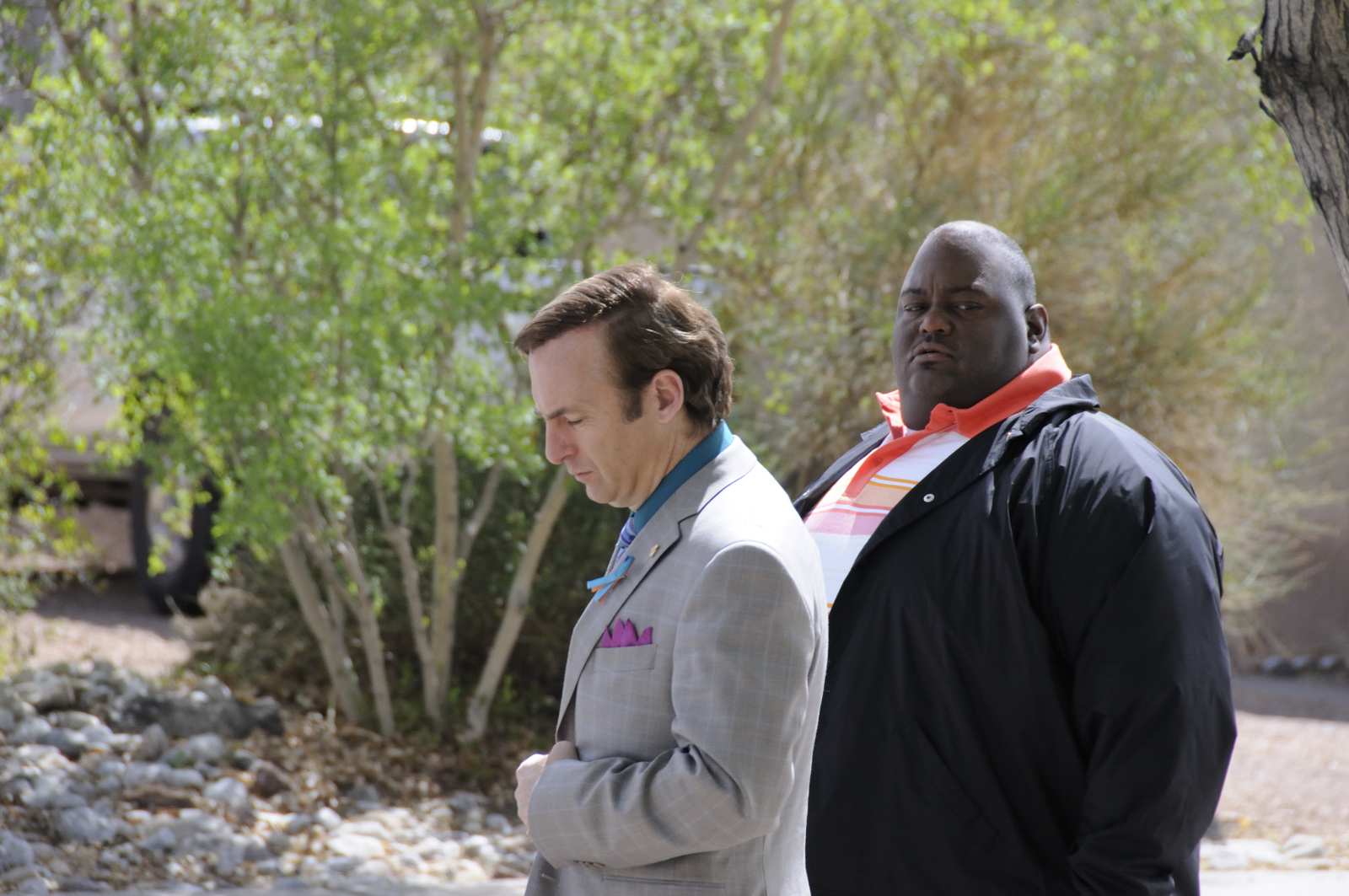
Bob Odenkirk jouant Saul Goodman et Lavell Crawford jouant Huell, sur le tournage de la saison 4 de Breaking Bad.

### Better Call Saul
Ce spin-off de la série Breaking Bad débute six ans avant que Saul ne devienne l'avocat de Walt et Jesse.

#### Saison 1
Plusieurs années avant de se faire connaitre sous le nom de Saul Goodman, James McGill était un arnaqueur à Cicero (Illinois) et comptait sur son frère Charles  McGill, un grand avocat, pour sortir de prison quand il était arrêté. Alors qu'il purgeait une peine d'intérêt général (au sein du service courrier) dans le cabinet HHM (Hamlin, Hamlin & McGill), cabinet d'avocat dans lequel son frère Charles est associé, James décide de se racheter, passe un diplôme d'avocat par correspondance avec l'université des Samoa américaines. Mais Howard Hamlin, un des associés de Chuck, refuse de l’engager. Jimmy travaille alors comme avocat au civil et loge professionnellement dans un bureau caché derrière un salon de coiffure et pédicure. Chuck affirme ensuite souffrir d'hypersensibilité électromagnétique et vit reclus dans sa maison, interdisant à quiconque d'entrer avec un appareil électrique ou à batterie. Jimmy devient l'un de ses seuls contacts avec le monde extérieur.
Au début de la saison, Jimmy est contacté par le couple Kettleman qui est accusé d'avoir détourné près de 1,6 million de dollars, et souhaite qu'il les défende avant de se tourner vers HHM. Jimmy tente de monter une de ses arnaques pour récupérer « ses » clients mais se retrouve par erreur face à Tuco Salamanca dont il est sauvé par Nacho, intéressé, lui, par l'argent des Kettleman. Quand les Kettleman disparaissent et que Nacho est accusé, Jimmy parvient à retrouver la famille en fuite, qui a bien volé l'argent et achète son silence. Jimmy arrange la libération de Nacho, qui promet de ne pas en rester là. Au cours de l'affaire, Jimmy découvre peu à peu le passé de Mike Ehrmantraut, le gardien de parking du tribunal qui connaît bien le milieu criminel.
Jimmy tente une campagne de publicité pour se venger d'Howard Hamlin, qui lui conteste l'utilisation commerciale de son propre nom de famille, McGill.
Puis, le petit avocat commence à se spécialiser dans le droit des aînés : il découvre au cours de ses visites, une opération de surfacturation de la part de Sandpiper Crossing, gérant de plusieurs maisons de retraite. L'affaire prend de l'ampleur et Chuck accepte d'épauler son frère pour monter un dossier solide afin que HHM puisse le défendre. Quand Howard lui annonce qu'il n'intégrera pas le cabinet pour autant, Jimmy finit par comprendre que c'est à la demande de son frère Chuck, voyant toujours l'arnaqueur et non l'avocat qu'il essaie de devenir. Furieux, Jimmy abandonne Chuck à son sort, retourne à Cicero, auprès de son meilleur ami Marco. Il reçoit un appel de son amie au sein de HHM, Kim Wexler : le Cabinet Davis & Maine, basé à Santa Fe, accepte de l'embaucher et de collaborer avec HHM pour l’affaire de surfacturation. Mais marqué par le récent décès accidentel de Marco, Jimmy refuse l'offre et quitte le droit.

#### Saison 2
Après quelque temps passé dans un hôtel à arnaquer les clients riches pour payer sa chambre, Jimmy est convaincu par Kim de revenir à Albuquerque et d'intégrer le cabinet d'avocats Davis & Maine. Malgré l’arrangement confortable dont il dispose, Jimmy se sent enfermé dans son poste, surveillé par son patron et ses idées bridées par un conseil d'associés du cabinet peu enclins à accepter son style.
En parallèle, il collabore toujours avec Mike le fameux gardien de parking un peu louche. L'un de ses contacts, Pryce, est suspecté par la police d'être un revendeur de drogue pour les Salamanca. Jimmy lui fait alors tourner une vidéo fétichiste afin de laisser croire qu'il ne revend pas de la drogue mais des vidéos pornographiques. Kim découvre la manœuvre et craint qu'il ne soit radié pour avoir produit une fausse preuve.
Jimmy se voit ensuite dépossédé du dossier Sandpiper quand Chuck le soupçonne d'avoir démarché des plaignants puis produit une publicité au nom de son cabinet sans autorisation. Kim est également atteinte, reléguée à des tâches administratives par HHM, et Jimmy tente tout pour qu'il soit le seul à porter le chapeau. Finalement, Jimmy trouve le moyen de se faire licencier de Davis & Maine pour toucher sa prime. Grâce à cette prime, il parvient à louer avec Kim des bureaux afin d'y monter leurs propres cabinets, dont ils partagent les locaux. Cependant, Chuck tente de faire en sorte que HHM reste le représentant légal de Mesa Verde (une banque locale que Kim avait réussi à obtenir comme client). Jimmy profite alors d'une nuit pour créer un double papier du dossier en introduisant une erreur d'inversion dans une adresse. Lorsque le tribunal invalide le dossier et que Mesa Verde se tourne vers Kim, Chuck comprend vite que le responsable est Jimmy. Ne parvenant à obtenir ni témoignage ni preuve, Chuck tend un piège à son frère en lui laissant croire que son hypersensibilité empire et qu'il prend sa retraite. Il joue sur la corde sensible en se disant devenu fou à cause de son erreur d'adresse. Voyant son frère dans cet état, Jimmy lui avoue la falsification afin que Chuck déculpabilise, ignorant qu'il se retrouve enregistré sur cassette audio.

#### Saison 3
Ernesto, un assistant envoyé par HHM, découvre "accidentellement" l'enregistrement en rangeant des affaires chez Chuck. Troublé, il finit par le dire à Kim qui à son tour prévient Jimmy. Fou de rage, celui-ci se rend chez son frère pour récupérer la cassette et enfonce la porte, tombant sans le savoir dans le piège tendu par Chuck, qui avait délibérément informé Ernesto pour pousser Jimmy à bout. Howard et un détective privé, convoqués et présents chez Chuck à ce moment-là, peuvent témoigner de l'effraction et des menaces proférées par Jimmy. Il est alors arrêté et mis en détention pour intrusion, agression et destruction de biens. La procureure, en accord avec Chuck, lui fait une offre : en échange de ses aveux il évite la prison mais est rayé du barreau. Avec Kim, ils décident de ne pas accepter l'offre et de se défendre au tribunal. Le jour de l'audience, malgré la plaidoirie de Kim, les enregistrements accablants sont entendus. Mais Jimmy mène ensuite l'interrogatoire de son frère. Il aborde sa maladie qu'il présente comme une maladie mentale, imaginaire. Et pour le prouver, il révèle que depuis le début de l'audience (deux heures) il a caché une batterie chargée dans la poche de Chuck. Celui-ci s'emporte alors, et crie toute sa rancœur envers son frère cadet devant un tribunal stupéfait. Grâce à cela, Jimmy s'en sort mais écope tout de même d'une interdiction d'exercer pendant un an et de travaux d'intérêt général.
À la suite de cette suspension, il contacte ses clients pour les en informer et découvre qu'il lui reste des créneaux publicitaires qu'il ne peut plus utiliser sous son nom, ni les revendre ni même les faire retirer de l'antenne. Il décide alors de proposer ses publicités à des commerçants de la ville, en utilisant le nom « Saul Goodman Productions ». Néanmoins il peine à les revendre et ne parvient plus à assumer financièrement. De plus, sa compagnie d'assurance professionnelle ne peut le rembourser et lui annonce que sa cotisation augmentera. Jimmy décide de saisir l'occasion pour dénoncer son frère, avocat couvert sous la même police d'assurance : il feint de s'apitoyer sur son propre sort et celui de son frère, malade, révélant ainsi sa scène du tribunal.
Toujours en quête d'argent, Jimmy reprend ensuite contact avec une pensionnaire de la maison de retraite pour savoir où en est l'accord et il s'avère que Sandpiper a fait une offre qui permettrait à Jimmy de récolter plus d'un million de dollars. Mais il ne parvient pas à convaincre Howard d'accepter l'offre, celui-ci préférant laisser trainer la procédure. C'est alors que Jimmy décide de ruser et pousse Irene à accepter l'accord elle-même, en montant ses amies contre elle. Mais lorsque Kim a un grave accident de voiture provoqué par le surmenage, il prend conscience de ses erreurs et révèle la vérité aux retraitées pour les réconcilier. Il s'assoit ainsi sur l'accord. Kim et lui décident de rendre le cabinet ne pouvant plus en supporter les frais pour l'instant.
Jimmy est toujours en contact avec Mike, par période. Au début de la saison, c'est Mike qui fait appel à lui pour aller espionner le fameux restaurant Los Pollos Hermanos et trouver qui le suit. C'est donc Jimmy qui va le premier mettre un pied dans cette célèbre enseigne.

#### Saison 4
Charles décède dans l'incendie de sa maison. Jimmy, Kim et Howard comprennent vite que la cause n’est pas accidentelle et que le frère de Jimmy, sur le point d'être poussé à la retraite anticipée, s'est donné la mort volontairement ; Howard se sent coupable mais pas Jimmy. Kim découvre que Howard et l’ex-femme de Chuck comptent laisser une part mineure de l’héritage à Jimmy et les pousse à corriger cette injustice. En attendant de récupérer sa licence, Jimmy devient vendeur de téléphones mobiles et revend en douce ses stocks. Pendant ses ventes, Huell Babineaux, qui assurait sa protection, agresse par erreur un policier. Jimmy demande à Kim de l'aider à le défendre et ensemble, ils montent un plan pour éviter la prison à Huell. Kim prend alors goût à la manipulation.
L'année de probation de Jimmy se termine et il doit passer devant un comité devant évaluer s'il peut récupérer sa licence d'avocat. Malheureusement, il ne les convainc pas et Kim lui fait réaliser qu'il a échoué pour ne pas avoir évoqué sa relation avec Chuck. Jimmy prépare son appel et commence à laisser croire qu'il est en deuil à l'approche de l'anniversaire de la mort de son frère. Il livre un discours émouvant devant la commission d'appel, qui accepte de lui rendre sa licence. Kim est stupéfaite en découvrant juste après que son émotion était totalement feinte et qu'il ne compte plus exercer sous son vrai nom.

#### Saison 5
Jimmy dit à Kim que la notoriété du nom Saul Goodman utilisé dans la revente de téléphones prépayés lui donne une clientèle toute faite pour une pratique du droit pénal. Il propose d'aider Kim à tromper un client réticent pour qu'il accepte une négociation de plaidoyer favorable ; elle refuse, mais dirige plus tard l'escroquerie seule, ce qui la met en colère contre elle-même. Mesa Verde Bank a l'intention d'expulser Everett Acker du terrain loué pour faire place à un nouveau centre d'appels et offre à Acker un maigre règlement. Kim sympathise avec Acker et Jimmy devient son avocat. Jimmy emploie des tactiques dilatoires dans l'espoir d'influencer la banque pour qu'elle accepte une alternative à l'expulsion d'Acker, mais Kevin, le président de la banque, est catégorique. Alors que Rich menace de retirer Kim de l'affaire Mesa Verde, Kim demande à Jimmy de persuader Acker d'accepter un règlement amélioré dans lequel elle compensera la différence entre ce que veut Acker et ce que la banque paiera. Jimmy accepte, mais lors de la réunion pour finaliser l'accord, il surprend tout le monde avec une demande exorbitante et des menaces de publicité négative contre la banque, ce qui conduit Kevin à accepter un accord plus favorable. Kim est furieuse contre Jimmy pour ne pas l'avoir informée de son plan. Elle suggère ensuite qu'ils se marient afin que leurs conversations soient protégées par le privilège du conjoint. Ils se marient le lendemain lors d'une petite cérémonie au palais de justice. 
Howard se sent coupable de son traitement passé envers Jimmy et lui propose un emploi chez HHM. Jimmy est troublé par le rappel de son passé et harcèle Howard en endommageant sa voiture avec des boules de bowling et en perturbant son déjeuner d'affaires avec Clifford Main. Howard se rend compte que Jimmy joue avec lui et annule l'offre d'emploi ; Jimmy blâme avec colère Howard pour la mort de Chuck et dit qu'en tant que Saul Goodman, il est trop gros pour les contraintes de HHM.
Nacho et Lalo Salamanca impliquent Jimmy dans le commerce de la drogue des Salamanca lorsqu'ils l'engagent pour obtenir la libération de Domingo Molina de prison en le faisant se faire passer pour un informateur confidentiel pour l'agent de la DEA Hank Schrader. Jimmy représente plus tard Lalo lorsqu'il est arrêté pour meurtre. Gus Fring veut que Lalo soit libéré, alors Mike fournit des informations qui permettent à Jimmy de persuader un juge d'accorder une caution de 7 millions de dollars en espèces. Jimmy accepte d'accepter 100 000 $ en échange du transport de l'argent depuis un site désertique éloigné. Il récupère l'argent des cousins Leonel et Marco Salamanca, mais lors de son voyage de retour, il est attaqué par plusieurs hommes armés envoyés par Juan Bolsa. Mike suivait Jimmy pour Gus et tue tous les attaquants sauf un. La voiture de Jimmy tombe en panne, les forçant à cacher la voiture de l'attaquant restant et à traverser le pays avec l'argent. Ils marchent pendant deux jours et travaillent ensemble pour tuer le tireur restant avant de pouvoir appeler à l'aide. Les événements laissent Jimmy souffrant de stress post-traumatique. 
Après avoir payé la caution de Lalo, Jimmy dit à Lalo qu'il a traversé le pays seul après que sa voiture est tombée en panne afin de ne pas risquer de perdre de l'argent. Jimmy raconte la même histoire à Kim, mais elle voit qu'il ment et lui dit qu'elle sera prête à l'écouter quand il sera prêt à lui dire la vérité. Jimmy écourte sa convalescence pour s'occuper des clients du palais de justice. Quand il revient ce soir-là, Kim lui apprend qu'elle a quitté Schweikart & Cokely et a abandonné le compte Mesa Verde. Alors qu'ils se disputent, Mike téléphone pour avertir Jimmy qu'au lieu d'aller au Mexique, Lalo est « en route » vers l'appartement de Jimmy et Kim. Alors que Mike écoute via le téléphone portable dissimulé de Jimmy et pointe Lalo avec un fusil de sniper, ce dernier remet en question la version des événements de Jimmy et révèle qu'il a trouvé des impacts de balles dans la voiture de Jimmy. Lalo semble satisfait et part, mais Jimmy et Kim déménagent dans un hôtel pour leur sécurité. Le lendemain, Jimmy apprend par Mike que Lalo est retourné chez lui à Chihuahua et que Gus a envoyé des tueurs à gage pour l'assassiner. 
Kim dit à Howard qu'elle a quitté S&C. Howard suppose que c'était à l'instigation de Jimmy et lui parle de la campagne de harcèlement de Jimmy. Kim rit à l'idée qu'elle serait incapable de décider par elle-même. Kim suggère plus tard à Jimmy et elle se venge d'Howard en forçant un règlement de l'affaire Sandpiper, ce qui donnera à Jimmy sa part à sept chiffres du règlement prévu. Jimmy le déconseille, mais Kim affirme avec confiance son intention en retournant le même geste du doigt en pistolet que Jimmy a utilisé lorsqu'il a annoncé qu'il avait l'intention de pratiquer le droit en tant que Saul Goodman.

#### Saison 6
Jimmy et Kim commencent à comploter contre Howard. La procureure Suzanne Ericsen informe Jimmy que son client Jorge de Guzman a utilisé un pseudonyme et lui demande s'il connaît la véritable identité de son client. Jimmy le nie mais utilise accidentellement le vrai nom de Lalo Salamanca. Kim surveille Cliff Main et Howard Hamlin au terrain de golf tandis que Jimmy se faufile dans le vestiaire pour planter un sac ressemblant à de la cocaïne dans le casier d'Howard. Howard et Cliff le trouvent, mais Howard le rejette comme une erreur d'employé ou une farce. 
À l'instigation de Kim, Jimmy contre les Kettleman en leur faisant croire qu'ils ont des motifs d'intenter un procès contre Howard. Ils tentent d'engager Cliff pour les représenter, affirmant que Howard a fourni un avocat inefficace parce qu'il a consommé de la cocaïne lors de sa représentation de Craig Kettleman. Cliff refuse, tout comme plusieurs autres avocats, mais Jimmy et Kim réussissent à répandre la rumeur selon laquelle Howard consomme de la drogue. Jimmy tente plus tard de soudoyer les Kettleman pour qu'ils gardent le silence sur leur rôle dans le diffamation d'Howard. Lorsqu'ils refusent l'argent, Kim les contraint en menaçant de révéler leur escroquerie de déclaration de revenus louche à l'IRS. Jimmy déçoit Kim en donnant l'argent aux Kettleman avant son départ. 
Suzanne s'approche de Kim pour lui dire qu'elle a identifié De Guzman comme étant Lalo Salamanca et que Lalo est mort. Suzanne a également connecté Jimmy à la famille de la drogue des Salamanca et demande à Kim de l'approcher pour devenir un informateur. Kim informe Jimmy de la conversation et lui demande s'il a l'intention d'être un « ami du cartel » ou un « rat » (un donneur). Jimmy et Kim travaillent avec l'associé de Huell pour copier la clé de voiture d'Howard et le bouton de déverrouillage à distance. Huell demande à Jimmy pourquoi des avocats légitimes commettraient des crimes et Jimmy fait un argument peu convaincant sur le fait de faire le mal pour accomplir un plus grand bien. 
Jimmy découvre que sa représentation de Lalo Salamanca a fait de lui un paria avec le personnel du palais de justice, mais un avocat de la défense très recherché parmi les criminels d'Albuquerque. L'afflux de nouveaux clients amène Mme Nguyen à l'expulser du salon de manucure, alors il commence à chercher un bureau. Il identifie un poste vacant dans un centre commercial, qu'il décide de louer en raison de sa proximité avec le palais de justice, la prison du comté et les bureaux des cautionnements de la ville. Son entreprise commence à se développer et Jimmy réussit à persuader Francesca Liddy de travailler comme assistante administrative. Alors que Kim rencontre Cliff Main dans un café en plein air pour un entretien, Jimmy se déguise en Howard dans la voiture d'Howard pendant que celui-ci rend visite à son thérapeute. Jimmy, qui a emmené Wendy, la pousse  hors de la voiture, au milieu de la rue, sous les yeux de  Cliff et Kim.
Cliff confronte Howard à propos de sa supposée consommation de cocaïne. Howard reconnaît que Jimmy continue de le harceler, alors il s'arrange pour que Jimmy le rencontre dans une salle de boxe. Howard défie Jimmy dans un combat, et Jimmy refuse, mais change ensuite d'avis et entre sur le ring. Howard le bat et dit qu'il espère que cela mettra fin au harcèlement de Jimmy, mais par la suite, Howard ordonne à son détective privé de commencer à surveiller Jimmy. 
Lors d'une rencontre avec Viola Goto, son ancienne parajuriste, Kim obtient le nom du juge à la retraite qui assurera la médiation d'une prochaine conférence de règlement dans l'affaire Sandpiper. Jimmy et son équipe de tournage fabriquent des photos avec un acteur maquillé pour ressembler au médiateur. Jimmy qui s'aperçoit, dans un magasin, que le médiateur a un bras cassé enveloppé dans un plâtre, ce qui ne serait pas visible sur les photos. Kim abandonne son projet de rencontrer à Santa Fe Cliff Main et des représentants d'une fondation intéressée à financer son travail de défense pénale pro bono et retourne à Albuquerque pour aider Jimmy à refaire les photos à la hâte. 
L'enquêteur d'Howard remet les photos à Howard peu de temps avant le début de la séance de médiation. Ils représentent le médiateur acceptant de l'argent de Jimmy. Les photos sont en outre recouvertes d'une drogue qui provoque la dilatation des pupilles d'Howard. Il accuse avec colère le médiateur d'avoir accepté un pot-de-vin, et lorsqu'il tente de récupérer les photos comme preuve, il découvre qu'elles ont été remplacées par des photos anodines de Jimmy. Alors que Jimmy et Kim écoutent la conférence téléphonique, Howard est humilié devant ses clients et ses pairs, et HHM et Davis & Main acceptent de régler l'affaire Sandpiper. Une fois la médiation terminée, Howard reconstitue tout le complot, y compris le succès de Jimmy et Kim à le faire s'appuyer sur un faux détective privé. Cette nuit-là, Howard arrive à l'appartement de Kim pour les confronter avec Jimmy. Lalo Salamanca arrive peu après et lui tire une balle dans la tête devant Jimmy et Kim effrayés par cette violence.
Lalo donne à Jimmy la description d'un homme (qui, à l'insu de Jimmy et Kim, est Gus) et lui ordonne de se rendre chez lui et de lui tirer dessus ; Jimmy convainc Lalo d'envoyer Kim à la place, comme un stratagème pour l'éloigner de Lalo. Jimmy est retenu et interrogé sur son implication dans le raid sur la maison de Lalo. Jimmy prétend n'avoir eu aucune implication, rejetant entièrement le blâme sur Nacho. Il est ensuite bâillonné par Lalo, qui quitte la maison dans la voiture de Jimmy et est ensuite tué par Gus lors d'une fusillade avec lui dans la laverie industrielle. Mike et ses hommes arrivent à l'appartement et libèrent Jimmy. Kim retrouve Jimmy le lendemain matin ; Mike fait passer la mort d'Howard pour un suicide et ordonne aux deux d'appeler la police une fois qu'ils ont entendu parler de la mort d'Howard - vu qu'ils étaient les dernières personnes à l'avoir vu vivant - et de maintenir leur ruse sur la toxicomanie d'Howard.
Jimmy et Kim assistent à la cérémonie en faveur d'Howard  à HHM et apprennent que l'entreprise va réduire ses effectifs et changer de marque. Jimmy avoue à la veuve d'Howard, Cheryl, qu'il aurait pu être plus gentil avec Howard, mais qu'il était jaloux parce que Howard avait le respect de Chuck, contrairement à lui. Kim  décidant de cesser d'être avocate, il la supplie de reconsidérer ce choix, mais elle refuse en larmes et le quitte après avoir avoué sa culpabilité d'avoir ruiné la vie d'Howard et déclaré qu'elle croyait qu'elle et Jimmy blesseraient tout le monde autour d'eux s'ils restaient ensemble. Dans un flashforward, Jimmy a pleinement embrassé son personnage de Saul Goodman, comme en témoigne son acquisition d'un manoir ostentatoire (décoré de motifs ostentatoires évoquant la maison de ville de Bob Guccione dans l'Upper East Side de New York) et une Cadillac DeVille blanche (qu'il conduit pour aller à son bureau). Il commence à travailler dès son réveil, emploie régulièrement des prostituées (offrant une barre énergétique à une travailleuse du sexe qui part pendant qu'il effectue plusieurs tâches) et mentionne son revendeur d'Alprazolam à Francesca lors d'un appel téléphonique préparatoire. Son bureau a été rénové et comprend une Statue de la Liberté gonflable sur le toit et un papier peint ressemblant à la Constitution des États-Unis. 
Jimmy et Kim ont finalement divorcé en 2004, Jimmy se montrant complètement dédaigneux envers Kim tout au long de leur rencontre. Kim refuse de prendre sa part de l'argent du règlement Sandpiper et déménage en Floride. Une fois les papiers signés, Jimmy souhaite à Kim « d'avoir une belle vie » et appelle son prochain client, Emilio Koyama. Dehors, Kim rencontre l'ami d'Emilio, Jesse Pinkman, qui pose des questions sur les prouesses juridiques de Jimmy et s'il est un bon avocat. Kim dit à Jesse que lorsqu'elle l'a connu, il était un bon avocat.
Après les évènements de Breaking Bad, Saul en fuite à Omaha (sous l'identité de Gene Takavic) fait la connaissance de Marion, une vieille femme qui s'avère être la mère de Jeff, le chauffeur de taxi originaire d'Albuquerque qui l'avait reconnu lors d'une course. Découvrant Gene chez lui avec sa mère, Jeff le menace d'appeler la police. Gene lui propose alors de participer à un casse au centre commercial où il travaille, ce que Gene accepte. Dans le même temps, Gene sympathise avec les agents de sécurité du centre commercial pour les amadouer au moment venu. Le cambriolage se déroule de nuit, tandis que Gene distrait les gardiens. Une fois le cambriolage réussi, Gene utilise le méfait comme outil de chantage contre Jeff, afin qu'il garde le secret sur sa vraie identité. Jeff accepte. De retour au travail le lendemain, Gene arpente le magasin cambriolé et se remémore son passé en tant que Saul Goodman, auquel il semble renoncer en raccrochant un accoutrement excentrique au détour d'un rayon. Plus tard, il recontacte Francesca, toujours à Albuquerque, pour prendre des nouvelles des différents protagonistes de l'empire d'Heisenberg. Il apprend que ses anciens plans de blanchiment d'argent ont été découverts puis saisis par les agents fédéraux, et que Kim a demandé de ses nouvelles. Il cherche à la joindre depuis une cabine téléphonique. Kim, ayant refait sa vie en Floride, choquée par cet appel inattendu, lui conseille de se rendre, ajoutant que la vie qu'il a vécu depuis sa chute ne doit pas valoir grand chose. Elle provoque ainsi la colère de Gene qui se lance à corps perdu dans une nouvelle combine avec l'aide de Jeff. Ensemble, ils extorquent à leur insu des riches financiers d'Omaha, jusqu'à ce que Gene retrouve le style de vie de Saul Goodman. Mais un des coups ne se passe pas comme prévu. Jeff est arrêté par la police et Gene élabore un plan pour le sortir de prison en utilisant la mère de Jeff, Marion. Doutant de sa sincérité, Marion découvre la véritable identité de Gene par une recherche expresse sur Internet. Elle appelle la police, obligeant Saul Goodman à prendre la fuite. Dans sa fuite, il emporte plusieurs milliers de dollars issus des extorsions et la carte de visite de Ed, spécialiste de la relocalisation de criminels en fuite ayant lui-même permis à Saul de se cacher au Nebraska quelques années plus tôt. Arrêté et enfermé, Saul fait appel à Bill Oakley, l'ancien procureur d'Albuquerque devenu avocat, afin d'obtenir son aide en tant que conseiller dans la préparation de sa défense. Dans une réunion de négociation face à Marie Schrader et au procureur, Saul Goodman négocie les termes de sa peine de prison et obtient une réduction énorme au vu de ses crimes. Mais la donne change lorsque Saul apprend que Kim risque des poursuites juridiques au civil après s'être confessé à l'écrit auprès de la veuve de Howard Hamlin. Jimmy McGill ressurgit alors et avoue tous ses crimes devant le juge, se déchargeant ainsi de toute sa culpabilité et innocentant son ex-femme. Kim assiste au procès, émue. Jimmy est condamné à une peine de 86 ans de prison puis incarcéré à la prison fédérale de ADX Montrose, dans laquelle il obtient la sympathie des prisonniers grâce à l'image positive acquise par la marque Saul Goodman auprès des délinquants. Il reçoit la visite de Kim, redevenue avocate et présentée comme la nouvelle avocate de Saul Goodman, redevenu Jimmy McGill. Tandis que les deux amants échangent une dernière cigarette, Jimmy semble rester positif sur son avenir. 

### Breaking Bad

#### Saison 2
La première fois qu'il rencontre Walter White, il lui révèle qu'il est d'origine irlandaise et que son vrai nom est McGill : « Mon vrai nom c'est McGill. Oui le côté juif c'est pour rassurer la population, ils aiment bien penser que je suis un membre de la tribu, si on peut dire. »
Saul Goodman a été introduit dans l'épisode Appelez donc Saul, après l'arrestation de Badger pour vente de méthamphétamine. Il semble être un avocat aux méthodes douteuses, qui a la réputation de défendre essentiellement des personnes non-défendables en raison de ses méthodes peu conventionnelles. Son assistante au bureau se trouve être Francesca, la même qu'il avait déjà engagée dans Better Call Saul lorsqu'il partageait ses bureaux avec Kim.
Walt et Jesse le contactent pour défendre Badger, Walt se faisant passer pour un membre de sa famille auprès de l'avocat. Saul déclare à Walt que Badger doit déclarer à la DEA tout ce qu'il sait sur les dealers s'il veut éviter la prison. Mais menacé par cette éventualité, Walter (Heisenberg) propose alors 10 000 $ en espèce à l'avocat pour éviter tout contact avec les stups. Saul scandalisé refuse. Jesse et Walt décident alors de le kidnapper en pleine nuit pour lui forcer la main. Saul leur suggère alors de dénoncer à la police un faux Heisenberg. Il leur propose de faire appel à James Edward Kilkelly, un homme qui se fait payer pour commettre des délits et aller en prison, le tout en échange de 80 000 $. Par la suite, Saul va leur proposer de collaborer en blanchissant l'argent de la vente de méthamphétamine pour un salaire important. Pour cela, il a l'idée de passer par le site internet créé par le fils de Walter pour récolter des dons afin de sauver son père.
Après le meurtre de Combo, un associé de Jesse, Saul propose aux deux partenaires de faire gérer la vente de leur produit par une personne plus expérimentée, et les met en contact avec un homme qui s'avère être Gustavo Fring.
À la fin de la saison, Jane, la petite-amie de Jesse meurt d'une overdose. Lorsque Walter l'apprend, la 1re personne qu'il contacte est Saul afin qu'il l'aide à trouver une solution pour que la police ne découvre pas la fameuse meth bleue. Celui-ci fera alors intervenir Mike pour nettoyer la scène de crime et briefer Jesse sur le discours à tenir. Par la suite, Jesse part en cure de désintoxication et c'est Saul qui conservera l'argent de Jesse en attendant sa sortie.
Nous découvrons un Jimmy très différent de celui présenté dans Better Call Saul. Il possède son propre cabinet (sous un faux-nom), se vêt de façon loufoque, et possède un grand nombre de contacts louches en tout genre. De plus, il travaille principalement dans l'illégalité puisqu'il réalise du blanchiment d'argent et aide les criminels à échapper au système.

#### Saison 3
Au début de la saison, Saul tente de convaincre Walter de se remettre en selle et de continuer à cuisiner. Mais Walt a été quitté par sa femme qui a découvert son secret, et n'a plus l'envie de continuer. Saul charge Mike de surveiller la maison des White pour s'assurer que Skyler garde le silence. Lorsque Walt l'apprend, il est furieux contre Saul.
Jesse récupère son argent auprès de Saul dès sa sortie de cure. Il engage également Saul pour le représenter lorsqu'il achète anonymement la maison de sa tante que ses parents ont réaménagé et mise en vente. Par la suite, Jesse se remet à cuisiner seul sans l'accord de Walter. Gustavo Fring remet tout de même la moitié de la part à Walter, qui ne comprend pas son origine. Ils se rendent alors chez Saul pour régler leurs comptes. Walt accepte de rendre à Jesse la part qui lui revient, et leur annonce en même temps qu'il a finalement accepté la proposition de Gus et va retravailler pour lui.
Saul va de nouveau être mêlé aux affaires du duo lorsqu'ils se retrouvent piégés dans le camping-car qui servait de labo : un agent de la DEA, beau-frère de Walt, attend devant une commission rogatoire pour ouvrir et les arrêter. Lorsque Walt appelle Saul à la rescousse, c'est Francesca, la secrétaire de Saul, qui va appeler Hank en se faisant passer pour l'hôpital simulant que sa femme a eu un grave accident.
A nouveau, lorsque Walt et sa femme envisagent d'acheter un commerce pour blanchir eux-mêmes l'argent, c'est Saul qui va servir d'agent immobilier pour leur trouver une affaire. Il envisage un laser-tag mais les White ne suivront pas.
A la fin de la saison, lorsque Jesse se cache à la suite du meurtre des hommes de main de Gustavo, c'est Saul qui l'héberge dans le fameux laser-tag. Il va même orienter Mike dans une mauvaise direction prenant donc parti pour Walt et Jesse.
Finalement, au cours de cette saison, Saul va prendre de plus en plus d'importance et se montrer être l'homme de la situation dès que Walt ou Jesse auront besoin de lui. Mais pour cela, il se détourne de Gus et donc de Mike également. Cela montre qu'il suit tout de même ses propres principes. On s'aperçoit qu'il est toujours plein de ressources puisqu'il s'improvise agent immobilier, conseiller personnel et réconciliera le duo. C'est un personnage intelligent et très rusé.

#### Saison 4
Skyler et White sont toujours en quête d'un commerce pour blanchir l'argent. Pas intéressés par le laser-tag qui ne leur correspond pas, ils envisagent plutôt d'acheter la station de lavage où Walt travaillait avant. Problème : elle n'est pas en vente, pire le propriétaire ne veut pas que ce soit Walt qui l'achète. Skyler se tourne donc vers Saul pour qu'il trouve une solution afin de faire flancher le propriétaire. Celui-ci envoie un faux contrôleur prendre des échantillons des terrains environnants et fait croire au propriétaire que les terrains sont gravement pollués et qu'il risque gros. Face à cela, il cède alors sa station aux White.
La situation se corse pour Walt qui est toujours dans le viseur de Gus pour avoir tué ses hommes de mains. Il est persuadé que son heure viendra et qu'il n'a d'autre choix que de tuer Gus. Face à la complexité de la chose, Saul lui indique qu'il connaît quelqu'un capable de le faire « disparaître » lui et sa famille en cas de problème. Ainsi, ils pourraient recommencer une nouvelle vie avec de nouvelles identités. C'est une idée que Walt envisage mais il préfère opter pour la première option. Il demande à Saul s'il n'a pas plutôt une connaissance qui pourrait faire tueur à gage. Mais Saul lui répond que tous ses contacts dans ce genre de missions sont aussi des contacts de Mike. Cela nous amène à comprendre que c'est certainement par le biais de Mike que Saul a rencontré toutes les personnes louches avec lesquelles il travaille.

Lorsque Walt est kidnappé et menacé ainsi que sa famille dans le désert, Saul prend peur et décide de se cacher pour un moment. C'est Walt qui va le sortir de sa planque lorsque Jesse se retrouvera interrogé par le FBI. Pour cela, il a du convaincre sa secrétaire Francesca, qui réussit à lui soutirer 25 000 dollars pour cette information. Avec Jesse et Walt, ils cherchent alors une idée pour mettre Gus hors d'affaire et Walt réussit à le tuer dans le dernier épisode.   

#### Saison 5
Partie I
Partie II